# Moran Mazor
Moran Mazor (hebrejsky מורן מזור‎; * 17. května 1991 Cholon) je izraelsko-gruzínská zpěvačka.

## Biografie
Před čtyřiceti lety[kdy?] se její rodiče, matka Nana a otec Rafi, přistěhovali do Izraele z Gruzie, a proto gruzínština a gruzínská kultura stále hrají velkou roli v životě rodiny. Je nejstarší dcerou v rodině, má mladší bratry jmény Eliad a Ohad.

## Hudební kariéra
Hrát na klavír začala ve věku čtyř let a pokračovala do svých 18 let. Ve 12 letech byla přijata do městského uměleckého týmu a vystupovala v něm jako zpěvačka i pianistka, také se začala účastnit místních hudebních událostí, kde svůj talent pro zpěv prokázala poprvé. V 17 letech nastoupila do služby vzdušných sil Izraele, kde zpívala v hudební skupině, a to po celý rok její vojenské služby. Proto poté, co získala hudební vzdělání, hraje na klavír a komponuje vlastní skladby a je velkým fanouškem zpěvačky Sarit Chadad.
Moran se stala slavnou díky výhře v 1. sérii izraelské reality show Eyal Golan kore lah (Eyal Golan tě volá) vysílané na hudebním kanále 24. V show zpěvačka vystupovala ve stylu Mizrachi, díky čemuž dostala přezdívku Knihovnice. Jako odměnu za výhru v soutěži získala Moran kontrakt s nahrávacím studiem a hned po show začala pracovat na albu, které produkuje Eyal Golan. Debutový singl zpěvačky „I'm here“ se dostal do všech hlavních rozhlasových stanic v zemi. Dále pak byly vydány „Look at me“, „My Prince“, „Penetrate into your heart“ a „We“, a to 7. února.
V roce 2013 vyhrála izraelský národní výběr Kdam Eurovision 2013. Reprezentovala svou zemi ve 2. semifinále Eurovision Song Contest 2013 ve švédském Malmö s písní „Rak bišvilo“ (Jen pro něj). Píseň se do finále nekvalifikovala a v semifinále se umístila čtrnáctá se ziskem 40 bodů. Píseň byla napsána Han Hararinem a Gal Sarigem, upravena Chen Metzger-Eder. Jeden z vokalistů, kteří na pódiu vystoupili, byl Daniel Skaat, bratr Harela Skaata.